# 17 juin 1917
Le dimanche 17 juin 1917 est le 168e jour de l'année 1917.

## Naissances
- Annie Hervé (morte le 12 janvier 1995), résistante et femme politique française
- Dufferin Roblin (mort le 30 mai 2010), homme politique canadien
- George O'Brien (mort le 17 juillet 1986), homme politique américain
- Jean Sassi (mort le 9 janvier 2009), militaire français
- Renée Mazière (morte le 26 décembre 1998), nageuse française

## Décès
- Ernst Stöhr (né le 1er novembre 1860), peintre autrichien
- José Manuel Pando (né le 27 décembre 1849), personnalité politique bolivien
- Rūdolfs Pērle (né le 9 mai 1875), peintre russe